# Jakob-Adolf Heilmann
Jakob-Adolf Heilmann (* 20. Oktober 1888 in Reichertshofen, Bayern; † 9. Dezember 1949 in Berlin) war ein deutscher Architekt und 1948/49 Parteifunktionär der NDPD. Er war Vorsitzender des NDPD-Landesvorstandes Sachsen-Anhalt und 1949 Mitglied des Zweiten Volksrates der SBZ bzw. der Provisorischen Volkskammer der DDR.

## Leben
Heilmann war schon in der Weimarer Republik Stadtbaurat in Halle (Saale) und von 1920 bis 1933 außerordentlicher Professor für Wasserversorgung an der TU Dresden. Als Architekt in Halle wirkte er in dieser Zeit unter anderem an der Giebichensteinbrücke (1926–1928) mit und entwarf im Jahr 1928 die Forstwerderbrücke. Zum 1. Mai 1933 trat er der NSDAP bei (Mitgliedsnummer 2.279.060). Er war Chefredakteur der Fachzeitschrift „Der Gesundheitsingenieur“.
1945 wurde er als Professor an die Universität Halle berufen und im selben Jahr Stadtbaurat in Halle (Saale). Im April 1948 gehörte er mit Otto Rühle und Siegfried Dallmann zum Organisationskomitee für die Gründung der NDPD in Sachsen-Anhalt und wurde dann erster Vorsitzenden des NDPD-Landesverbandes. Am 3. September 1948 wurde er in den Parteivorstand und zum stellvertretenden Vorsitzenden der NDPD gewählt.
Im April 1949 wurde er in den Ausschuss zur Verteilung der Nationalpreise berufen und im September 1949 zum stellvertretenden Leiter der Hauptverwaltung Bauwesen der DWK ernannt.
Er war 1949 Mitglied des Zweiten Volksrates der SBZ bzw. der Provisorischen Volkskammer der DDR.